# Управление по обеспечению безопасности кораблевождения
Управление по обеспечению безопасности кораблевождения (УБЕКО) — территориальный орган гидрографической службы, существовавший в Советском флоте в 1920-1930-х годах.
Летом 1918 Главное гидрографическое управление (ГГУ) приступило к созданию на всех основных морях территориальных органов гидрографической службы, которые получили название «Управление по обеспечению безопасности кораблевождения» (УБЕКО). Основной задачей вновь созданных структур была не исследовательская работа, а обеспечение эксплуатации морских трасс.

## Убекосевер
В мае 1918 года помощнику начальника УБЕКОБАЛТА военмору А. П. Екимову, назначенному директором гидрографического и штурманского отдела северного УБЕКО, было поручено сформировать Управление из всех имевшихся в бассейне гидрографических служб.
УБЕКО на Северном море было создано 15 февраля 1920 года, после установления советской власти в Архангельске. Сначала организация получила название УБЕКО на Белом и Баренцевом морях (УБЕКОБЕЛ), но вскоре название сменили на УБЕКО на Северных морях (УБЕКОСЕВЕР).

## Убекосибирь
Весной 1922 года Отдельный Обь-Енисейский гидрографический отряд был переформирован в Управление по обеспечению безопасности кораблевождения в Карском море и устьях Сибирских рек (Убекосибири).
В 1926 году в организации и в личном составе Управления были проведены изменения, оно было сокращено до трёх отделов с небольшим числом сотрудников. С 1926 по 1929 начальником управления был Б. А. Сергеевский.
27 апреля 1933 года Убекосибирь было преобразовано в Сибирское гидрографическое управление Северо-Морского пути.

## Убекодальвост
После освобождения Дальнего Востока приказом командующего Красным флотом 23 ноября 1922 года были объявлены штаты управления, а 27 ноября оно было сформировано. Начальником управления был назначен Б.В. Давыдов. В 1930 году помощником начальника, а в 1931 начальником Убекодальвост был назначен Н. И. Горбунов.
В 1935 году преобразовано в гидрографический отдел Тихоокеанского флота.

## Убекобалт
Управление организовано в 1918 году на базе береговой канцелярии флагманского штурмана. В 1926 году перешло в подчинение командованию Морских сил Балтийского моря, оставшись в ведении Гидрографического отдела УВМС РККА только в специальном отношении.
В 1920-1921 годах начальником управления служил С. П. Блинов.

## Убекочерназ
Управление было создано 14 декабря  1920 года в г. Николаеве, а впоследствии переведено в Севастополь. В 1921-1923 годах Управление возглавлял военмор А. Н. Сполатбог.
В 1934 году в Севастополе, по адресу ул. Советская, л. 61, для Управления безопасности кораблевождения Чёрного и Азовского морей было построено здание в стиле конструктивизма (сегодня в нём размещаются Севастопольское отделение Государственного океанографического института имени Н. Н. Зубова, а также Специализированный отряд Главного управления МЧС России по городу Севастополю).
В 1935 году Убекочерназ преобразовали в Гидрографический отдел Черноморского флота.

## Убекокаспий
Сформировано 9 июля 1920 года. Первым начальником стал гидрограф-геодезист Г. Е. Щеглов.